# José Abreu (baseball)
Pour les articles homonymes, voir José Abreu et Abreu.
José Dariel Abreu Correa (né le 29 janvier 1987 à Cruces, Cuba) est un joueur de premier but des Astros de Houston de la Ligue majeure de baseball.
Il est la recrue de l'année 2014 de la Ligue américaine, a reçu le Bâton d'argent en 2014, 2018 et 2020 et est le joueur par excellence de la Ligue américaine en 2020.

## Carrière

### Serie Nacional, Cuba
José Abreu débute en Serie Nacional à Cuba à l'automne 2003. Il établit le record de circuits en une année en 2010-2011 et est le joueur par excellence de cette saison.
Durant la saison 2011-2012, il mène la ligue cubaine avec une moyenne de présence sur les buts de ,542 et une moyenne de puissance de ,837. Il frappe pour ,394 de moyenne au bâton avec 35 circuits et 75 buts-sur-balles en 71 matchs mais concède le titre de meilleur joueur de la ligue à Alfredo Despaigne.
En 2013, pour le club de Cienfuegos, qu'il rejoint après la Classique mondiale de baseball, il frappe 19 circuits et récolte 60 points produits pour aller avec sa moyenne au bâton de ,316 en 83 parties jouées.

### Classique mondiale de baseball
Il représente l'équipe nationale cubaine à la Classique mondiale de baseball 2013. Durant la compétition, il maintient une moyenne au bâton de ,385 et une moyenne de puissance de ,760 en 6 matchs avec 3 circuits, dont un grand chelem dans une victoire de 12-0 contre la Chine, et 9 points produits.

### Ligue majeure de baseball
En août 2013, José Abreu fait défection de Cuba, et trouve refuge en République dominicaine. Son départ de l'île s'ajoute à trois autres défections de joueurs de baseball cubains en seulement deux mois. Suivant le chemin tracé dans les années précédentes par deux autres défecteurs cubains, Yoenis Céspedes et Yasiel Puig, José Abreu signe un lucratif contrat avec un club de la Ligue majeure de baseball lorsqu'il accepte le 29 octobre 2013 une entente de 68 millions de dollars US pour 6 saisons avec les White Sox de Chicago.

#### Saison 2014
Abreu débute avec les White Sox le 31 mars 2014 à Chicago face aux Twins du Minnesota et, à son premier passage au bâton, réussit un double contre le lanceur Ricky Nolasco pour son premier coup sûr dans les majeures. Le 3 avril suivant, il connaît un match de 4 points produits dans une défaite de 10-9 contre ces mêmes Twins. Le 8 avril, dans une victoire facile de 15-3 des White Sox au Colorado contre les Rockies, Abreu frappe deux circuits et produit 5 points. Son premier circuit dans les majeures est réussi aux dépens du lanceur Chad Bettis.
Dès le premier mois de la saison régulière, Abreu établit plusieurs records. Le 27 avril contre Tampa Bay, il bat la marque de 27 points produits pour un premier mois dans les majeures, record établi par Albert Pujols avec Saint-Louis en 2001. Il établit aussi un record des majeures pour le plus grand nombre de circuits en avril par un joueur recrue et le record de franchise pour le plus grand nombre de circuits dans le même mois par un joueur des White Sox. Il bat le record de points produits chez les White Sox pour le premier mois de la saison, abattant la marque de 28 établie par Paul Konerko en 2002. Avec 4 points produits dans le match contre Tampa Bay le 27 avril, Abreu est le premier joueur de l'histoire à connaître 4 matchs de 4 points produits ou plus dans ses 26 premières parties jouées dans les majeures.
Abreu est nommé meilleur joueur et meilleure recrue du mois d'avril 2014 dans la Ligue américaine. Il est le 8e joueur à recevoir ces deux honneurs en même temps. Au terme du premier mois de la saison régulière, il mène les majeures pour les circuits (10), les points produits (32), le total de buts (32), les coups sûrs de plus d'un but (19). Sa moyenne de puissance au cours de cette période s'élève à ,617 et il compte 20 points marqués. Il est le 1er joueur de la Ligue américaine à recevoir le titre de joueur du mois à son premier mois complet dans les majeures et le second des majeures après que son compatriote Yasiel Puig ait réalisé une première dans la Ligue nationale en juin 2013.
Abreu rate plusieurs matchs en mai en raison de douleurs à la jambe gauche et réintègre l'équipe le 2 juin. Il connaît un autre solide mois et est nommé meilleure recrue de juin dans la Ligue américaine, devenant le premier White Sox à recevoir deux fois cet honneur mensuel. Abreu maintient une moyenne au bâton de ,313 et une moyenne de puissance de ,677 en juin grâce à 31 coups sûrs, dont 16 de plus d'un but dont 10 circuits, 22 points produits et 15 points marqués en 25 matchs.
En juillet, Abreu représente les White Sox au match des étoiles 2014. Du 6 juillet au 1er août, il frappe en lieu sûr dans 21 matchs de suite, menaçant le record d'équipe de 28 établi par Carlos Lee en 2004. En juillet, Abreu est de nouveau nommé meilleur joueur du mois et meilleure recrue du mois lorsqu'il mène la Ligue américaine pour la moyenne au bâton (,374), la moyenne de puissance (,667), les coups sûrs de plus d'un but (17) et les doubles (11).
Le 27 septembre contre Kansas City, Abreu établit un nouveau record de circuits pour un joueur recrue des White Sox avec son 36e, un de plus que Ron Kittle à sa première année, en 1983. Il passe toutefois loin du record des majeures, établi à 47 par Mark McGwire en 1987.
Abreu termine 2014 avec la meilleure moyenne de puissance (,581) et la deuxième meilleure OPS (,964) du baseball majeur ainsi que le deuxième plus haut total de buts (323) de la saison. Dans la Ligue américaine, il est 5e pour la moyenne au bâton (,317), 5e pour la moyenne de présence sur les buts (,383), 3e pour les circuits (36) et 4e pour les points produits (107). Malgré ses absences sur blessures, il mène les White Sox avec 176 coups sûrs Il remporte le Bâton d'argent du meilleur joueur de premier but offensif.
Sans surprise, Abreu est unanimement choisi recrue de l'année 2014 dans la Ligue américaine.

#### Saison 2017
Abreu réussit un cycle contre les Giants de San Francisco le 9 septembre 2017.